# The Mayor (film)
Pour la série télévisée, voir The Mayor.
Pour plus de détails, voir Fiche technique et Distribution.
The Mayor (hangeul : 특별시민 ; RR : Teukbyeolsimin ; litt. « Citoyen spécial ») est un film sud-coréen écrit et réalisé par Park In-je, sorti le 26 avril 2017.
Il totalise 1,36 million d'entrées dans le box-office sud-coréen de 2017.

## Synopsis
Byeon Jong-gu, le maire de Séoul, est candidat à un troisième mandat qui le mettra en course à la présidence. Tout au long de la campagne électorale, Byeon utilise tous les moyens pour garder ses secrets les plus sombres cachés du public. Les écoutes téléphoniques, la corruption, le meurtre — tout est envisagé et personne n'est en sécurité.

## Distribution
- Choi Min-sik : Byeon Jong-gu, le maire de Séoul titulaire de deux mandats
- Kwak Do-won : Shim Hyeok-soo, le directeur de campagne de Byeon[1]
- Sim Eun-kyeong : Park Kyeong, l'experte publicitaire
- Moon So-ri : Jung Jae-yi, la journaliste politique
- Ra Mi-ran : Yang Jin-joo, l'opposante politique de Byeon
- Ryu Hye-young : Im Min-seon, l'aide de Yang
- Jin Seon-kyu : le chauffeur
- Seo Yi-sook : la chef de Byeon Jong-gu
- Park Byung-eun : le chef de l'équipe de Byeon Jong-gu
- Kim Hong-fa : Kim Nak-hyun
- Park Hyuk-kwon (en) : Gye Bong-sik
- Kim Su-an : Yoon-hak
- Lee Soo-kyung (en) : Byun A-reum
- Jo Han-chul : le directeur de campagne de Yang Jin-Joo
- Kim Hye-eun : la présentatrice du débat de Séoul

### Apparition spéciale
- Ki Hong Lee : Steve, le fils de Yang Jin-joo
- Lee Geung-young : Jeong Chi-in
- Ma Dong-seok : le prêtre

## Production
Le tournage commence le 28 avril 2016 et se termine quatre mois plus tard.
Le réalisateur-scénariste Park In-je commence à travailler le script en 2014. Il déclare que le film n'est pas destiné à se concentrer sur le côté obscur des élections politiques mais sur le « désir de puissance illimité » de l'être humain. Le film marque la deuxième apparition de Choi Min-sik dans le rôle d'un politicien après la série TV de 1995 La Quatrième République dans laquelle il joue l'ancien président Kim Dae-jung. À la différence de ce rôle, le personnage de Byeon dans The Mayor n'est pas inspiré par un politicien en particulier. Choi déclare :

« J'ai incarné le personnage en synthétisant toutes les images que j'avais sur les politiciens. Avant le tournage du film, je n'avais jamais été directement engagé dans la politique, ni n'avais rencontré étroitement de politiciens. Après avoir essayé de penser à l'image des politiciens, j'ai conclu que l'art du discours est la compétence la plus importante chez eux. Les politiciens s'élèvent et tombent avec les mots qu'ils utilisent. J'ai donc décidé de me concentrer sur une bonne maîtrise du langage pour jouer Byeon Jong-gu,,,. »

## Sortie
The Mayor sort sur 1 152 écrans en Corée du Sud le 26 avril 2017. Il atteint la première place du box-office sud-coréen de 2017 avec 185 776 entrées pour son premier jour. Durant son premier week-end, il totalise 904 000 entrées et 6,1 millions $ de recettes, restant premier du box-office pendant cinq jours.
Le film sort également de façon limitée aux États-Unis – et au Canada – le 28 avril 2017 où il est distribué par Well Go USA.